# ميرة المازمي
ميرة المازمي هي لاعبة ألعاب قوى وعداءة إماراتية.

## الميداليات والألقاب
استطاعت ميرة المازمي إحراز العديد من الميداليات والألقاب خلال مشاركاتها بالبطولات الإقليمية والدولية المختلفة، ويوضح الجدول التالي أهم الميداليات التي حققتها والمراكز التي احتلتها خلال مسيرتها:
| السنة | البطولة                                   | الميدالية/المركز | المسابقة           | ملاحظات                                         |
| ----- | ----------------------------------------- | ---------------- | ------------------ | ----------------------------------------------- |
| 2016  | دورة الألعاب للأندية العربية للسيدات 2016 | ذهبية            | سباق 5000 متر مشي  | استطاعت إنهاء السباق في زمن قدره 35:17:92 دقيقة |
| 2018  | بطولة غرب آسيا لألعاب القوى               | برونزية          | سباق 10000 متر مشي | [ 5 ]                                           |
| 2022  | دورة الألعاب الرياضية الخليجية            |                  |                    | [ 6 ]                                           |